# آندرسا آلوز دا سیلوا
آندرسا آلوز دا سیلوا (پرتغالی: Andressa Alves da Silva؛ زادهٔ ۱۰ نوامبر ۱۹۹۲) بازیکن فوتبال اهل برزیل در پست فوروارد و عضو تیم ملی فوتبال زنان برزیل و باشگاه بارسلونا است.
از دیگر باشگاه‌هایی که در آن بازی کرده می‌توان به بوستون بریکرز، سان خوزه و مون‌پلیه اشاره کرد.